# Eupromera
Eupromera is een kevergeslacht uit de familie van de boktorren (Cerambycidae). De wetenschappelijke naam van het geslacht werd voor het eerst geldig gepubliceerd in 1846 door Westwood.

## Soorten
Eupromera omvat de volgende soorten:
- Eupromera disparilis Galileo & Martins, 1995
- Eupromera gilmouri Fuchs, 1961
- Eupromera similis Breuning, 1940
- Eupromera spryana Westwood, 1846
- Eupromera zonula Galileo & Martins, 1995